# Tupolev Tu-95LAL
Il Tupolev Tu-95LAL (Leteči Atomski Laboratorij, laboratorio atomico volante) fu un velivolo sperimentale con il quale, tra il maggio e l'agosto del 1961, le autorità aeronautiche sovietiche testarono la possibilità di produrre un velivolo a propulsione nucleare.

## Storia

### Sviluppo
Sulla base di teorie sviluppate dal fisico Igor' Vasil'evič Kurčatov (uno dei padri della bomba atomica sovietica), nell'agosto del 1955 il Consiglio dei ministri dell'URSS diede disposizioni in merito alla sperimentazione della propulsione nucleare in ambito aeronautico.
Gli OKB-23 e 156 (diretti rispettivamente da Vladimir Michajlovič Mjasiščev e Andrej Nikolaevič Tupolev) vennero incaricati dello sviluppo della cellula, mentre la progettazione dei motori alimentati dal reattore venne affidata agli uffici tecnici di Nikolaj Dmitrievič Kuznecov (OKB-276) e di Archip Michajlovič Ljul'ka (OKB-165).
Mentre i responsabili della Tupolev avevano stimato di poter arrivare alla fase operativa tra la fine degli anni settanta e l'inizio del decennio successivo, già nel marzo del 1956 si videro affidare l'incarico della realizzazione di un velivolo sperimentale nel più breve tempo possibile. Questo velivolo avrebbe dovuto servire come banco di prova per i test in volo del reattore, finalizzati alla valutazione dell'impatto che le radiazioni potevano avere sull'equipaggio e sulla struttura del velivolo stesso e sulla validità dei relativi sistemi di schermatura protettiva. In questa prima fase il velivolo avrebbe comunque mantenuto i propri sistemi di propulsione convenzionale.
Tupolev optò per l'utilizzo della cellula del Tu-95 ed il velivolo destinato a tale sperimentazione assunse la denominazione di Tu-95LAL. La realizzazione pratica del velivolo comportò diverse modifiche al progetto originale: oltre agli ovvi interventi necessari per l'installazione del reattore (collocato nello spazio occupato dal vano bombe nel Tu-95 di serie), dal punto di vista strutturale fu necessario fare ricorso a materiali completamente sconosciuti all'industria aeronautica, per cui si attinsero esperienze da OKB dei settori chimico e nucleare.
Nel 1958 venne completata la realizzazione del reattore di dimensioni adatte ad essere alloggiato nella fusoliera del Tu-95. Trasportato presso la base aeronautica di Semej venne installato sulla piattaforma che, mediante un ascensore, lo avrebbe collocato direttamente nel ventre del velivolo. Nei primi mesi del 1959 il reattore venne attivato e testato a lungo in condizioni di normale funzionamento: la potenza sviluppata raggiunse con facilità i livelli richiesti. I dati raccolti nei due anni di prova statica a terra sarebbero serviti per lo sviluppo dei sistemi di controllo e la valutazione della congruità dei sistemi protettivi.

### Impiego operativo
L'esemplare modificato per i test in volo del reattore nucleare fu il Tu-95 con numero di serie 7.800.408: effettuò un totale di 34 voli fra il maggio e l'agosto del 1961: questi voli furono eseguiti sia con il reattore spento che con il reattore in funzione e servirono prevalentemente, come previsto, per testare l'efficacia delle protezioni contro le radiazioni e gli effetti di queste sull'equipaggio.
Tra i nomi dei fisici che parteciparono alla realizzazione del progetto figura anche quello di Sergej Pavlovič Korolëv, forse il più famoso progettista sovietico di razzi.
La fase successiva del progetto inerente alla propulsione nucleare su un velivolo avrebbe dovuto essere svolta con la realizzazione del Tupolev Tu-119, ma il progetto rimase sulla carta.

## Descrizione tecnica
Nell'aspetto esteriore non vi erano differenze sostanziali con il Tu-95. Il Tu-95LAL era riconoscibile solo per la presenza di una gibbosità sul dorso della fusoliera in corrispondenza del bordo d'uscita delle ali.
All'interno, al contrario, le differenze erano ovviamente sostanziali: la cabina di pilotaggio era separata dal resto della fusoliera da una spessa protezione di piombo, di sodio liquido, di ossido di berillio, cadmio, cera di paraffina e piastre in acciaio, mentre il reattore (raffreddato a liquido) era disposto centralmente nella fusoliera (la sua posizione era evidenziata, appunto, dalla sporgenza superiore di cui si faceva cenno poc'anzi).
La motorizzazione del velivolo era di tipo convenzionale: vennero infatti mantenute le quattro turboelica Kuznetsov NK-12 che costituivano la dotazione di serie del Tu-95 e che sviluppavano, ciascuna, circa 15 000 shp.
Trattandosi di un velivolo puramente sperimentale, non venne installato nessun tipo di armamento.

## Sviluppi correlati
- Tupolev Tu-119

## Paesi utilizzatori
Unione Sovietica
- Sovetskie Voenno-vozdušnye sily